# Jednota ku povzbuzení průmyslu v Čechách
Jednota ku povzbuzení průmyslu v Čechách (německy Verein zur ermunterung des gewerbsgeistes in Böhmen) bylo sdružení založené 1. března 1833 v Praze s cílem podporovat nové formy podnikání v zemích Koruny české prostřednictvím vydávání knih a časopisů, pořádáním přednášek a výstav nebo organizováním nedělních kurzů pro učně a tovaryše. Založení Jednoty inicioval hrabě Karel Chotek. Původně měla Průmyslová jednota výrazně aristokratický ráz, který byl po roce 1842 opuštěn.